# Fabianite
La fabianite est une espèce minérale de borate de calcium (phylloborate), très rare, issue d'un unique gisement et de formule chimique CaB3O5OH.
Découverte en 1962 dans une carotte de forage d'évaporites marines (szaibélyite, howlite, halite et anhydrite) à Rehden, près de Diepholz dans le land de Basse-Saxe en Allemagne, elle se présente sous forme de cristaux de 3 à 25 mm de longueur.
Elle est incolore et transparente, d'un éclat vitreux mais d'un trait blanc. Ses cristaux sont prismatiques, de structure monoclinique, à la différence d'un cristal de synthèse dimorphe et orthorhombique. Elle est fluorescente et non-radioactive. La fabianite montre une dureté de 6 sur l'échelle de Mohs et doit son nom à Hans-Joachim Fabian (1913-2007), géologue allemand.
Elle fait partie des minéraux secondaires formés dans des environnements d'altération à basse température en contact avec une atmosphère oxygénée après la grande Oxydation (modes paragénétiques 47a et 47c).